# Felsőpatony
Felsőpatony (szlovákul Horná Potôň) község Szlovákiában, a Nagyszombati kerületben, a Dunaszerdahelyi járásban. 1940-ben jött létre Benkepatony és Lögérpatony részekből. 1960-ban hozzácsatolták Csécsénypatonyt is. 2003-ban Patonyrét önállósult belőle.

## Fekvése
Dunaszerdahelytől 12 km-re északnyugatra fekszik.

## Története
1246-ban Villa Pothun néven említik először. 1435-ben Felsew Pathon alakban bukkan fel. Ezek az első említések nem biztos, hogy a mai Felsőpatonyt jelentik. Lehet, hogy több Patony nevű falu gyűjtőneve volt. Lögérpatony mint önálló falu 1542-ben fordul elő először Leuger Pathon alakban. 1553-ban Leger Pathon néven említik.
Vályi András szerint "Lögér Patony. Magyar falu Poson Vármegyében, földes Ura G. Pálfy 35Uraság, lakosai katolikusok, és kevés reformátusok, fekszik Szent Mihályfától nem meszsze, Elő Patonyhoz is közel, határja két nyomásbéli, tiszta rozsot terem leginkább, réttye, legelője elég van, piatza Somorján, határját a’ Duna mossa, szigettye is van."
"Benke Patony. Magyar falu Poson Vármegyében, földes Ura G. Pálfy Uraság, lakosai katolikusok, és reformátusok, fekszik Löger Patony, és Csécsény Patonyhoz is közel, határja 2 nyomásbéli, ’s leginkább tiszta rozsot terem, réttye, legelője van, piatza Somorján, a’ Duna mossa határját, szigettye is vagyon."
"Csécsén Patony. Magyar falu Poson Vármegyében, földes Ura G. Pálfy Uraság, lakosai katolikusok, és reformátusok, fekszik Sz. Mihályfához közel, és Benke Patonyhoz is, határja két nyomásbéli, tiszta rozsot leginkább terem, kukoritzát középszerűen, legelője, réttye elég van, erdeje nints, piatza Somorján, határját mossa Duna vize."
Fényes Elek szerint "Patony (Lőger), magyar falu, Poson vmegyében: 343 kath., 25 ref. lak. Mind a hat Patony N.-Légh és Szerdahely között fekszik a Pestre vivő országutban. Határjuk egész a Kis-Dunáig kiterjed. Legelőjök, rétjök bőven, de száraz természetüek, azért kevés de igen jó szénát adnak. Lakosai vagyonosok, szép szarvasmarhákat tenyésztenek; és hizlalnak; csikókat nevelnek. Förge és Elő-Patonyt N.-Léghi földesurak birják, a többi Patony pedig a Pálffy senioratushoz, vagy a posoni várkapitánysághoz tartozik."
"Patony (Benke), magyar falu, Poson vgyében: 235 kath., 120 ref., 1 zsidó lak., ref. filial. szentegyházzal."
"Patony (Csécsény), magyar falu, Poson vgyében: 228 kath., 65 ref., 1 zsidó lak."
A trianoni békeszerződésig Pozsony vármegye Dunaszerdahelyi járásához tartozott. 1938 és 1944 között – az I. bécsi döntés következtében – ismét magyar fennhatóság alá került. 1940-ben Lögérpatonyt és Benkepatonyt egyesítették Lögérpatony néven. 1960-ban Csécsénypatonyt is hozzácsatolták.
A község magyar elnevezése az 1994-es táblatörvény szerint Lögérpatony, a 2012-es belügyminisztériumi listán viszont már a szlovák név tükörfordításával keletkezett és gyakran használt Felsőpatony néven szerepel.

## Népessége
| Év:            | 1994. | 2004.   | 2014.    | 2024.    |
| -------------- | ----- | ------- | -------- | -------- |
| Emberek száma: | 1841  | 1762    | 1972     | 2260     |
| Eltérés:       |       | -4,29 % | +11,91 % | +14,60 % |

| Év:            | 2023. | 2024.   |
| -------------- | ----- | ------- |
| Emberek száma: | 2206  | 2260    |
| Eltérés:       |       | +2,44 % |

1910-ben 450, túlnyomórészt magyar anyanyelvű lakosa volt.
2011-ben 1961 lakosából 1531 magyar és 398 szlovák volt.
2021-ben 2114 lakosából 1391 (+46) magyar, 602 (+38) szlovák, 1 cigány, (+2) ruszin, 16 (+1) egyéb és 104 ismeretlen nemzetiségű volt.

## Kulturális és sportélet
A község csapata a PSE Felsőpatony. 1932-ben alapították, Patonyszéli Sport Egyesület néven. Azóta a Dunaszerdahelyi járás egyik legsikeresebb labdarúgó csapata, akik a legmagasabb kerületi osztályban, a 4. Liga Dél-keleti csoportjában szerepelnek. A dunaszerdahelyi járás klubbjai közül ők futbaloztak, és futbaloznak a legtöbb ideje kerületi osztályokban. 1963 óta 2 év kivételével a legmagasabb kerületi osztályokban szerepel a csapat.[forrás?]

## Nevezetességei
- Református temploma 1815-ben épült.

## Külső hivatkozások
- Felsőpatony hivatalos oldala
- Községinfó
- Felsőpatony Szlovákia térképén